# Liste der Naturdenkmale in Babenhausen (Hessen)
Die Liste der Naturdenkmale in Babenhausen nennt die in Babenhausen im Landkreis Darmstadt-Dieburg in Hessen gelegenen Naturdenkmale. Sie sind nach § 28 Bundesnaturschutzgesetz (BNatschG) geschützt.
| Bild                          | Bezeichnung                                   | Ortsteil, Lage                                 | Beschreibung | Art                                    | Nr. |
| ----------------------------- | --------------------------------------------- | ---------------------------------------------- | --- | -------------------------------------- | --- |
| Fotos hochladen               | Linde Dorfplatz                               | Harpertshausen 49° 55′ 35,8″ N, 8° 54′ 51,5″ O | Einzelbaum, ausgewiesen am 27. Mai 1959. Höhe 15 m, Umfang 2,45 m. Gepflanzt 1924 am Standort des ehemaligen Rathauses mit Betsaal. Hier war bereits 1919 eine "Friedenslinde" gepflanzt worden, die jedoch nach wenigen Jahren abgestorben war.                                                                                      | Sommerlinde                            |     |
| mehr Fotos \| Fotos hochladen | Pyramideneiche, auch "Martin-Faustmann-Eiche" | Harreshausen 49° 58′ 12″ N, 8° 58′ 58,8″ O     | Einzelbaum. Bereits 1953 als ND genannt, Verordnung vom 27. Mai 1959. Höhe etwa 20 m, Umfang 3,05 m. Gepflanzt am 1. Mai 1934 als "Adolf-Hitler-Eiche", später nach dem Babenhäuser Forstwissenschaftler Martin Faustmann umbenannt.                                                                                                  | Säuleneiche Quercus robur ‘Fastigiata’ |     |
| mehr Fotos \| Fotos hochladen | Pyramideneiche "Schöne Eiche"                 | Harreshausen 49° 58′ 40″ N, 8° 59′ 5″ O        | Berühmter Einzelbaum, geschützt seit 02. April 1909, erneut durch Verordnung vom 27. Mai 1959. Durch Mutation entstandene Säulenform ‘Fastigiata’, die Mutterpflanze aller Pyramideneichen. Alter etwa 580 Jahre, Umfang 4,15 m, Krone nach mehreren Wipfelbrüchen verkürzt. Steht in freiem Feld, als Windschutz von Linden umgeben. | Säuleneiche Quercus robur ‘Fastigiata’ |     |

## Belege
1. ↑  
Karte "Umweltschutz". BürgerGIS Landkreis Darmstadt-Dieburg. Landkreis Darmstadt-Dieburg, abgerufen am 4. April 2020.
2. 1 2 3  
Verordnung zur Sicherung von Naturdenkmalen im Landkreis Dieburg. (pdf; 26 kB) Der Kreisausschuß des Landkreises Dieburg, 27. Mai 1959, abgerufen am 21. Juli 2016.
3. 1 2 3  
Horst Bathon, Georg Wittenberger: Die Naturdenkmale des Landkreises Darmstadt-Dieburg mit Biotop-Touren, 2. erweiterte und vollständig überarbeitete Auflage. Hrsg.: Kreisausschuss des Landkreises Darmstadt-Dieburg – Untere Naturschutzbehörde (= Schriftenreihe Landkreis Darmstadt-Dieburg). Darmstadt 2016, ISBN 978-3-00-050136-4, S. 159–161.

- Karte mit allen Koordinaten:
- OSM |
- WikiMap